# Sigisbert François Michel
Sigisbert François Michel, baptisé le 24 septembre 1728 en l’église Saint-Sébastien à Nancy, et mort à Paris le 21 mai 1811, est un sculpteur lorrain puis français.

## Biographie
Il est le fils du sculpteur Thomas Michel et d’Anne Adam, fille de Jacob Sigisbert Adam et Sébastienne Le Léal. À la mort de Thomas Michel en 1751, une partie de la famille fut hébergée dans la résidence parisienne de Lambert Sigisbert Adam, frère d’Anne. À cette occasion, ce dernier forma les frères Sigisbert François, Pierre Joseph et Claude Michel à la sculpture.
En août 1746, Sigisbert François remporta le troisième prix de quartier à l’école du modèle de l’Académie royale de peinture et de sculpture. Il produisit des œuvres dès les années 1750, se faisant appeler parfois « Sigisbert Adam » ou « Claudion Sigisbert » pour bénéficier de la notoriété de ses proches célèbres. Il réalisa des œuvres destinées aux amateurs, qu’on retrouva dans de nombreuses collections prestigieuses telles que celle du général Savalette de Buchelay ou du financier La Live de Jully.
En 1764, quelques années après la mort de son oncle François Gaspard Adam, il le remplaça en tant que Premier sculpteur du roi de Prusse, et termina les œuvres inachevées par celui-ci. Parallèlement, Sigisbert François travaillait pour son compte à la production de nombreuses statuettes en « terre de Saxe », présentées ensuite en France. Des modèles en plâtre et argile sont cités en 1769 dans son atelier de la Bourse, atelier royal de sculpture depuis 1747.
Ses rapports avec le roi Frédéric II devinrent conflictuels à partir de 1769, c’est pourquoi il quitta la Prusse en 1770, sans même avoir reçu ses paiements pour ses deux derniers ouvrages. De retour à Paris, il fut agréé à l’Académie de Saint-Luc, et prit part à son exposition de 1764 où présenta onze œuvres, dont L’Amour qui échauffe un trait au feu de son flambeau sous la forme du plâtre de la statuette en terre cuite qu’il devait exécuter pour sa réception. L’abondance, la variété et le goût de ses productions témoignent de sa fortune parmi les amateurs de son temps.
En 1776, il présenta son morceau de réception en terre cuite « de Rouen ». Mais, du fait de la fermeture de l’Académie de Saint-Luc la même année, il ne pu recevoir ses lettres de maîtrise, ni prêter le serment d’usage. Toutefois, après avoir adressé une plainte, il obtint la restitution de sa terre cuite. En 1778, soutenu par son frère Clodion, il sollicita sans succès la charge de restaurateur des statues des parcs de Versailles et du Trianon. Il poursuivit donc la réalisation de figures pour amateurs, et continua à participer aux Salons de la Correspondance et du Louvre jusqu’en 1800.

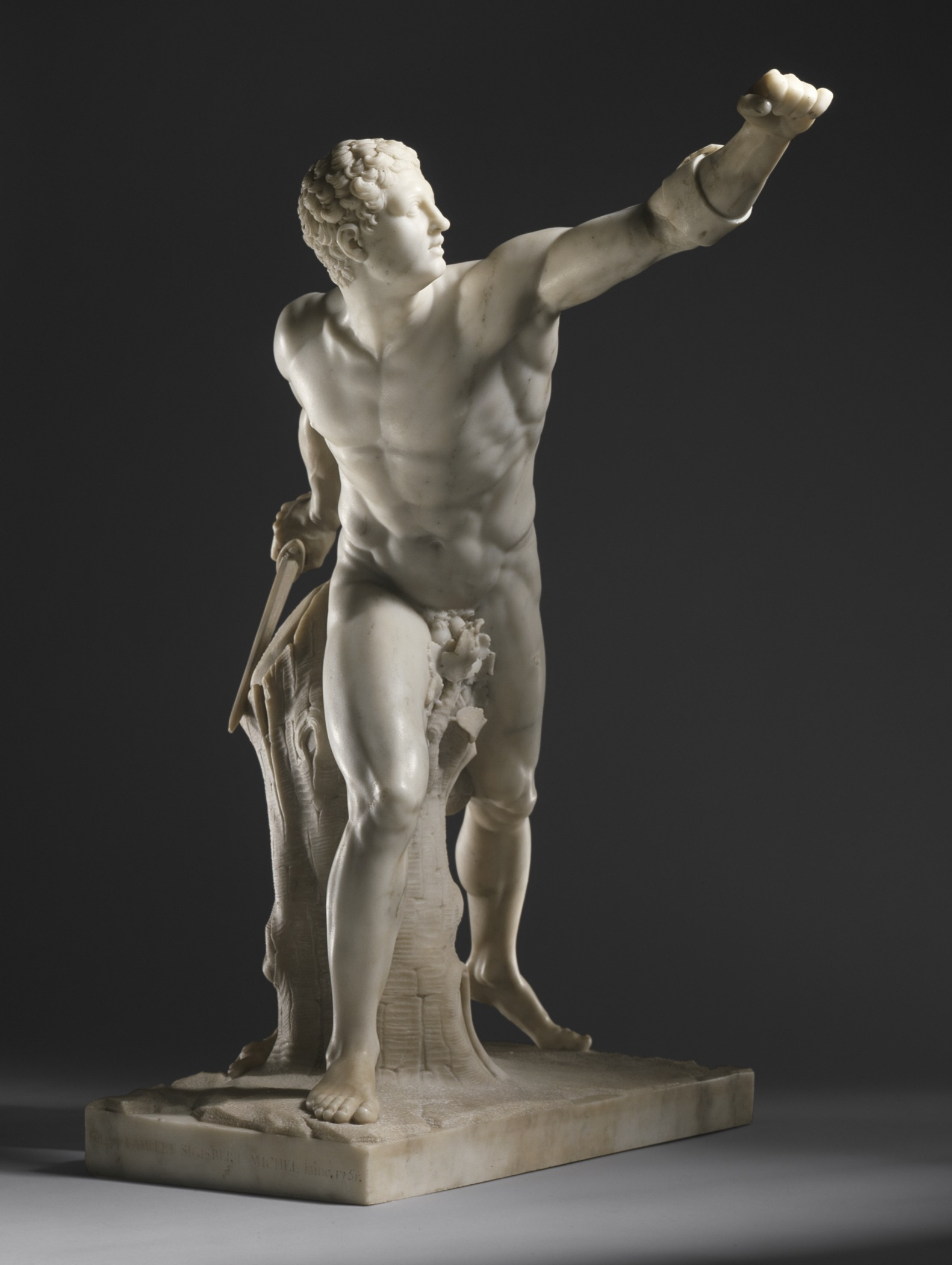
Le Gladiateur Borghèse, 1751, marbre, Los Angeles County Museum of Art.

## Œuvres
- Le Gladiateur Borghèse, 1751, marbre, 56,5 x 45,7 x 39,6 cm, Los Angeles, Los Angeles County Museum of Art[4].
- Enfant nu assis sur un piédestal, la tête levée, 1755, non localisé[2].
- Hercule et Apollon, 1756 (?), terres cuites, 26,6 x 10,1 x 8,9 cm, Los Angeles, Collection de Lynda et Stewart Resnick[2].
- La Lanterne magique, 1758, terre cuite, 20 x 15 cm, non localisé[2].
- La Folie qui amuse l’Amour et L’Espérance qui nourrit l’Amour, vers 1774, terres cuites, 22,5 cm, États-Unis, collection particulière[2].
- Tête de Lucrèce, 1798, marbre, 34,3 x 18,1 x 14,3 cm, Providence, Rhode Island School of Design Museum of Art[5].
- Vase orné d’un petit satyre et d’une jeune femme se pressant la poitrine, 1799, terre cuite, H. 45 cm, Hartford, Wadsworth Atheneum Museum of Art[6].
- Autel triangulaire dédié à Bacchus, 1755, terre cuite, 31 x 18 x 18 cm, Nancy, palais des ducs de Lorraine – Musée lorrain[2].
- Bergère allongée près de son panier et de son chien, 1757, terre cuite, 12 x 19 x 8,5 cm, Paris, musée Cognacq-Jay[7].
- Garçon enlevant un chiot à sa mère, dernier tiers du XVIIIe siècle, terre cuite, 27 cm, collection particulière européenne[2].Autel triangulaire dédié à Bacchus, 1755, Nancy, palais des ducs de Lorraine – Musée lorrain

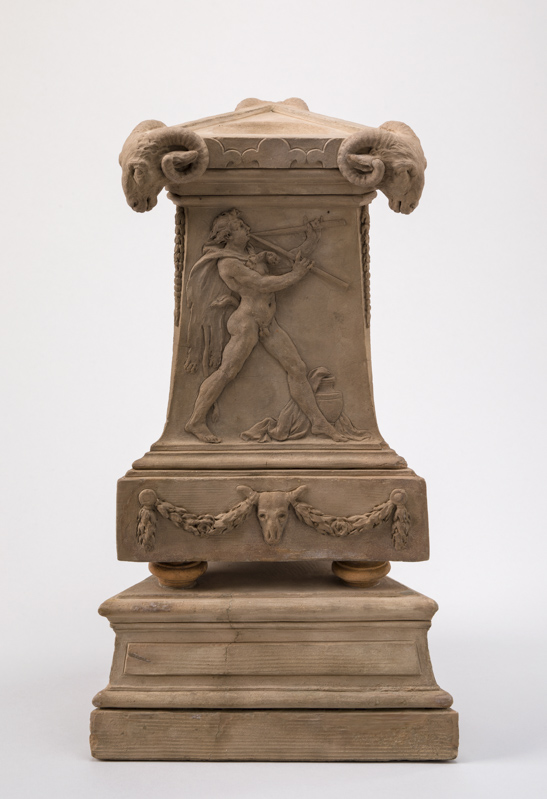
Autel triangulaire dédié à Bacchus, 1755, Nancy, palais des ducs de Lorraine – Musée lorrain

### Attributions supposées
- Sigisbert François Michel ou d’après, Garçon enlevant un chiot à sa mère, dernier tiers du XVIIIe siècle ou XIXe siècle, plâtre teinté, 28,3 x 13,5 x 11,5 cm, Paris, musée des Arts décoratifs[2].
- Sigisbert François Michel ou d’après, Fillette au chat protégeant un nid, dernier tiers du XVIIIe siècle ou XIXe siècle, plâtre teinté, 28,3 x 14,5 x 11,3 cm, Paris, musée des Arts décoratifs[2].

### Œuvres achevées par Sigisbert François Michel
- François Gaspard Adam, Le Feld-maréchal Kurt Christoph Graf von Schwerin, 1769, marbre, 250 x 125 x 100 cm, Berlin, Bode-Museum[2].
- François Gaspard Adam, Mars, 1764, marbre, 183 x 92 x 96 cm, Potsdam, château de Sanssouci[2].
- François Gaspard Adam, Samuel von Cocceji, 1765, marbre, 95 x 71 x 48 cm, Berlin, Kammergericht[2].